# 원주 학곡리 황장금표
원주 학곡리 황장금표(原州 鶴谷里 黃腸禁標)는 대한민국 강원특별자치도 원주시 소초면 학곡리, 치악산 내의 구룡사로 들어가는 입구 왼쪽에 놓여 있는 것으로, 황장목(黃腸木)의 보호를 위하여 일반인의 벌목을 금지하는 경계의 표시이다. 1979년 5월 30일 강원특별자치도의 기념물 제30호로 지정되었다.

## 개요
치악산 내의 구룡사로 들어가는 입구 왼쪽에 놓여 있는 것으로, 황장목(黃腸木)의 보호를 위하여 일반인의 벌목을 금지하는 경계의 표시이다.
황장목은 나무의 안쪽색깔이 누렇고 몸이 단단한 질이 좋은 소나무로서 왕실에 올리는 특산물 중의 하나이며, 궁에서 신관을 만드는데 주로 사용되었다. 특히 치악산은 질이 좋은 소나무가 많을 뿐 아니라 관아가 가까이 있어 관리도 유리하였고, 한강의 상류에 자리하여 뗏목으로 한양까지의 운송이 편리하여 전국에 있는 60여 개소의 황장목 보호림 가운데에도 이름난 곳의 하나였다.
금표는 작은 바위의 한면을 평평하게 다듬어 ‘황장금표(黃腸禁標)’라는 글귀를 새긴 모습으로, 최근에 ‘금’자와 ‘표’자 사이의 윗부분에 ‘동(東)’자가 새로이 발견되었다. 구룡사 입구에서 100여m 정도 내려가면 도로가의 흙속에 일부가 묻혀 있는 1기의 금표가 더 남아 있는데, ‘금표’의 글귀 윗부분에 ‘외(外)’자가 보인다.
이렇듯 보호림 구역을 만들어 표시를 해놓는 제도는 조선시대 전기부터 생겨난 것으로, 강원도에는 이곳 외에도 인제, 영월, 양양 등에 있다.

## 갤러리
- 황장금표의 전경
- 가까이에서 촬영한 모습

## 참고 자료
- 학곡리황장금표 - 국가유산청 국가유산포털